# Pablo Carrascosa
Pablo Carrascosa Miller (Santa Amalia, 7 oktober 2002) is een Spaans wielrenner.

## Carrière
Als tweedejaars junior werd Carrascosa tweede in de Gipuzkoa Klasika, achter Juan Ayuso.
In 2025 werd Carrascosa prof bij Equipo Kern Pharma, dat hem na twee stageperiodes overhevelde vanuit hun opleidingsploeg.

## Ploegen
- 2023 –  Equipo Kern Pharma (stagiair vanaf 1 augustus)
- 2024 –  Equipo Kern Pharma (stagiair vanaf 24 juli)
- 2025 –  Equipo Kern Pharma

Adrià · Agirre · Arrieta · Berrade · Carboni · Carretero · Castrillo · Cobo · Elosegui · Galván · C. García Pierna · R. García Pierna · Jaime · López · Marquez · Miquel · Parra · Řepa (tot 2/5) · Retegi · Ruiz · Sánchez · van der Tuuk · Aznar (stagiair) · Carrascosa (stagiair) · Dorenbos (stagiair)
Agirre · H. Aznar · U. Aznar · Berrade · Brustenga · Castrillo · Cobo · Elosegui · Fernández · Galván · García Pierna · Gutiérrez · Iribar · Jaime · López · Marquez · Miquel · Parra · Retegi · Ruiz · Sánchez · Soto · Uriarte · van der Tuuk · Azanza (stagiair) · Carrascosa (stagiair) · Etxeberria (stagiair)